# Pilar Parra
Pilar Parra – kolumbijska zapaśniczka w stylu wolnym. Brązowa medalistka mistrzostw panamerykańskich w 2004 roku.